# معهد سانتا في
```
معهد سانتا فَي
 
(
بالإنجليزية
: 
 Santa Fe Institute
)‏
 هو معهد بحث نظري مستقل غير ربحي يقع في مدينة 
سانتا في
، ولاية 
نيو مكسيكو
، 
الولايات المتحدة
. ومكرس لدراسات متعددة التخصصات للمبادئ الأساسية 
للأنظمة التفاعلية المعقدة
، بما في ذلك الانظمة 
الفيزيائية
 
والحاسوبية
 
والبيولوجية
 
والاجتماعية
. يحتل المعهد المرتبة 25 من بين «أفضل المراكز البحثية العلمية والتكنولوجية» في العالم، والمركز الخامس والعشرون بين «أفضل المراكز البحثية البحثية متعددة التخصصات» وفقًا لنسخة عام 
2018
 من 
تقارير مؤشر كو كو ثينك ثينك (Global Go To Think Tank Index)
 التي تنشرها 
جامعة بنسلفانيا
 سنويًا.
[
1
]
```

يتكون المعهد من عدد قليل من أعضاء هيئة التدريس الدائمين، وباحثين ما بعد الدكتوراه، ومجموعة كبيرة من أعضاء هيئة التدريس الخارجيين الذين تكون تعييناتهم الأساسية في مؤسسات أخرى، وعدد من العلماء الزائرين. ينصح المعهد من قبل مجموعة من العلماء البارزين، بما في ذلك العديد من العلماء الحائزين على جائزة نوبل. على الرغم من أن البحث العلمي النظري هو التركيز الأساسي للمعهد، إلا أنه يدير أيضًا العديد من المدارس الصيفية لتدريس الأنظمة المعقدة، إلى جانب البرامج التعليمية والتوعية الأخرى التي تستهدف الطلاب بدءًا من المدرسة الإعدادية وحتى الدراسات العليا.
يأتي التمويل السنوي للمعهد من جهات مانحة خاصة ومؤسسات تقديم المنح والوكالات العلمية الحكومية والشركات التابعة لشبكة أعمال المعهد. كانت ميزانية 2014 أكثر بقليل من 10 ملايين دولار. أصبح المنظر لعلم التطور ديفيد كراكوير رئيسًا للمعهد في 1 أغسطس 2015.

## التاريخ
تأسس معهد سانتا فَي عام 1984 من قبل العلماء جورج كوان وديفيد باينز وستيرلنغ كولجيت وموراي جيل مان ونيك متروبوليس وهرب أندرسون وبيتر إيه كاروثرز وريتشارد سلانسكي. كلهم ما عدا باينز وجيل مان كانوا علماء في مختبر لوس ألاموس الوطني. في رؤية المعهد، سعى العلماء إلى منتدى لإجراء بحث نظري خارج الحدود التقليدية للأقسام الأكاديمية وميزانيات العلوم للوكالات الحكومية.
كانت مهمة المعهد الأصلية هي نشر فكرة منطقة بحثية جديدة متعددة التخصصات تسمى نظرية التعقيد أو ببساطة أنظمة معقدة. كان الهدف من هذا الجهد الجديد هو توفير بديل للتخصص المتزايد الذي لاحظه المؤسسون في العلوم من خلال التركيز على التوليف عبر التخصصات. مع زيادة شعبية فكرة العلوم متعددة التخصصات، ظهر عدد من المعاهد والأقسام المستقلة التي ركز تركيزها على أهداف مماثلة.
تم إنشاء معهد سانتا فَي ليكون مؤسسة زائرة، مع عدم وجود وظائف دائمة أو ثابتة، ومجموعة صغيرة من الباحثين من أعضاء هيئة التدريس المقيمين وباحثون ما بعد الدكتوراه، وبرنامج كبير للزوار، ومجموعة أكبر من أعضاء هيئة التدريس الخارجيين المنتسبين إلى المعهد ولكنهم موجودون في مؤسسات أخرى. كان الدافع وراء هذا الهيكل هو تشجيع التجديد النشط في الأفكار والناس، مما يسمح للبحوث بالبقاء في طليعة العلوم متعددة التخصصات. واليوم، يواصل معهد سانتا فَي في اتباع هذا النموذج التنظيمي.

## الهيكلية
يتكون المعهد من عدة مجموعات متميزة. وهي أعضاء هيئة التدريس المقيمين، وهم باحثون يكون تعيينهم الأساسي في المعهد. جنبا إلى جنب مع مجموعة من الباحثين الذين يطلق عليهم زملاء اوميداري،  وهم مجموعة من الباحثين المقيمين بعد الدكتوراه في المغعد، حيث تشكل المجاميع المقيمة غالبية الباحثين الحاضرين فعليًا في المعهد. إضافة إلى هيئة التدريس الخارجية، وهي مجموعة تضم ما يقرب من 100 باحث منتسب والذين تكون اعمالهم الأساسية في مؤسسات أخرى، وعادة ما تكون جامعات. يشكل هؤلاء الأفراد مجتمعًا كبيرًا وموزعًا من العلماء الذين يزورون المعهد كثيرًا ويساهمون في برنامج البحث الشامل. شبكة أعمال المعهد هي مجموعة من الشركات الخاصة والوكالات الحكومية المهتمة بأبحاث النظم المعقدة. غالبًا ما يرسل أعضاء شبكة الأعمال ممثلين إلى اجتماعات المعهد أو للعمل كزملاء بحث في الإقامة بالمعهد. مجلس العلوم بالمعهد هو مجموعة كبيرة من العلماء البارزين الذين يقدمون المشورة للمعهد بشأن المسائل الاستراتيجية الهامة. تضم هذه المجموعة عددًا من الفائزين بجائزة نوبل.
يترأس المعهد رئيس، وهو حاليًا المنظر التطوري ديفيد كراكوير،  ونائب رئيس العلوم حاليا هو عالم البيئة جنيفر دن. يحكمها مجلس أمناء، برئاسة مايكل ماوبوسين من شركة بلو ماونتين كابيتل للإدارة.

## أبحاث
يركز البحث في المعهد على الأنظمة التي توصف عادة بأنها أنظمة متكيفة معقدة أو مجرد أنظمة معقدة. تضمنت الأبحاث الحديثة دراسات حول الحوسبة التطورية وقوانين التحجيم الأيضي والبيئي، والخصائص الأساسية للمدن، والتنوع التطوري للسلالات الفيروسية، والتفاعلات والصراعات بين المجموعات الاجتماعية الرئيسية، وتاريخ اللغات، وهيكل وديناميات تفاعلات الأنواع بما في ذلك شبكات الغذاء، وديناميكيات الأسواق المالية، وظهور التسلسل الهرمي والتعاون في الأنواع البشرية، والابتكار البيولوجي والتكنولوجي.
تاريخيًا، لعب الباحثون التابعون للمعهد أدوارًا بدرجات متفاوتة في تطوير واستخدام طرق لدراسة النظم المعقدة، بما في ذلك النمذجة القائمة على الوكيل، ونظرية الشبكات، والمناعة الحوسبية، وفيزياء الأسواق المالية، والخوارزميات الجينية، وفيزياء الحساب، وتعلم الآلة.
يدرس المعهد أيضًا الموضوعات الاساسية في فيزياء ورياضيات الأنظمة المعقدة، باستخدام أدوات من التخصصات ذات الصلة مثل نظرية المعلومات، والتركيبات الرياضية، ونظرية التعقيد الحسابي وفيزياء المادة المكثفة. تضمنت الأبحاث الحديثة في هذا المجال دراسات حول التحولات الطورية في مسائل NP صعبة.
تشمل بعض إنجازات المعهد ما يلي:
- بحث التعقيد الذي أدى إلى بذل جهود لإنشاء نماذج الحياة الاصطناعية والنظم البيئية الحقيقية في الثمانينيات والتسعينيات.[3]
- مساهمات تأسيسية في مجال نظرية الفوضى.
- المساهمات التأسيسية في مجال الخوارزميات الجينية.[12]
- المساهمات التأسيسية لمدرسة الفكر الاقتصاديات المعقدة.[13]
- مساهمات أساسية في مجال الفيزياء الاقتصادية.
- المساهمات التأسيسية في مجال الشبكات المعقدة.[14]
- المساهمات التأسيسية في مجال بيولوجيا النظم.[15]
- مشروع «تطور اللغات البشرية»، محاولة لتتبع كل لغة الإنسان إلى سلف مشترك (لغة بروتو-إنسانية).[16][17]

## برامج تعليمية
يدير معهد سانتا فَي عددًا من البرامج التعليمية التي تهدف إلى تعريف الطلاب من اعمار المدرسة المتوسطة إلى كبار السن في الدراسات العليا بالأفكار الأساسية للأنظمة المعقدة. أطول برنامج تعليمي يجري هو المدرسة الصيفية للأنظمة المعقدة، التي تقام سنويًا لمدة 30 عامًا في مدينة سانتا فَي في كلية سانت جون. تستضيف المدرسة الصيفية للانظمة المعقدة 50 - 60 من طلاب الدراسات العليا وطلاب الدراسات ما بعد الدكتوراة في وقت مبكر، إلى جانب زملاء مختارين في شبكة الأعمال، لدورة مدتها أربعة أسابيع حول الأنظمة المعقدة. يتم تقديم المحاضرات من قبل باحثي المعهد، ويعمل الطلاب في مشروع تعاوني صغير على الأنظمة المعقدة.
يمنح المعهد أيضًا جائزة المدرسة الثانوية السنوية للتميز العلمي لطالب في مدرسة ثانوية محلية ومعلم محلي.
تشمل البرامج التعليمية ما يلي:
- المدرسة الصيفية للأنظمة المعقدة (مستوى الدراسات العليا وما بعد الدكتوراه) [5][18]
- ورشة عمل الدراسات العليا في العلوم الاجتماعية الحاسوبية (مستوى الدراسات العليا) [19]
- المدرسة الصيفية العالمية للاستدامة (مستوى الدراسات العليا) [20]
- برنامج الخبرات البحثية للطلاب الجامعيين (المستوى الجامعي) [21]

أطلق معهد سانتا فَي أيضًا سلسلة من الدورات التدريبية المفتوحة عبر الإنترنت الضخمة حول الأنظمة المعقدة، والتي بدأ أولها في أوائل عام 2013. تم إدراج كل من الدورات التدريبية الرئيسية «مقدمة إلى التعقيد» و «مقدمة إلى الأنظمة الديناميكية والفوضى» في قائمة أفضل 100 برنامج تعليمي مفتوح على الإنترنت من قبل كلاس سنترال.
في أكتوبر 2019 ، أطلق معهد سانتا فَي برنامج اذاعي يدعى كومبلكستي بردوكاست، وهو برنامج نقاش علمي أسبوعي للجمهور العام يضم مقابلات طويلة مع باحثين في معهد سانتا فَي.

## الرؤساء السابقين
منذ تأسيسه في عام 1984 ، كان لمعهد سانتا فَي 6 رؤساء.
| رئيس معهد سانتا فَي | فترة                  | السيرة الذاتية |
| ------------------ | --------------------- | --- |
| جورج كوان          | 1984-1991             | عمل لمدة 39 عامًا في مختبر لوس ألاموس الوطني كمدير للكيمياء ومدير أبحاث مشارك وكبير زملاء المختبر.                                    |
| إدوارد آلان ناب    | 1991-1995             | مدير مؤسسة العلوم الوطنية من 1982 إلى 1985.                                                                                          |
| إلين غولدبرغ       | 1996-2003             | رئيس قسم المناعة في الجمعية الأمريكية لعلم الأحياء الدقيقة، ورئيس اللجنة الاستشارية للعلوم البيولوجية التابعة لمؤسسة العلوم الوطنية. |
| روبرت آيزنشتاين    | 2003-2004             | مدير قسم الفيزياء بمؤسسة العلوم الوطنية.                                                                                             |
| جيفري ويست         | 2005-2009             | مؤسس مجموعة فيزياء الطاقة العالية في مختبر لوس ألاموس الوطني.                                                                        |
| جيري سابلوف        | 2009 - 2015           | رئيس لجنة سميثسونيان للعلوم. |
| ديفيد كراكوير      | 2015 إلى الوقت الحاضر | مدير معهد ويسكونسن للاكتشاف. |

## روابط خارجية
- الموقع الرسمي